# Вілмош Пал Томчані
ВілмошПал Томчані (Будапешт, 8 лютого 1880 — Будапешт, 7 травня 1959) — угорський юрист, професор університету, землевласник, міністр. Брат Моріка Томчані, батько Пала Томчані.

## Його кар'єрний шлях
Його батько, Мор Томчані (1830–1913) з Томчани, був адвокатом і заступником старости Туроцького повіту, а мати була Марія Владар (1851–1922).
У 1902—1906 роках працював заступником секретаря кримінального суду в Будапешті. У 1906—1918 роках — співробітник Департаменту законодавчої підготовки та публічного права Міністерства юстиції. У 1914 році отримав кваліфікацію викладача приватного університету. У 1918 році став радником міністра. У 1918—1919 роках — начальник відділу міжнародного публічного права Міністерства закордонних справ. У 1919—1920 роках працював статс-секретарем. Між 1920 і 1922 роками він був членом Національних зборів від Партії дрібних фермерів (Вашарошнаменя), але не був обраний у 1922 році. З 19 липня 1920 року по 16 червня 1922 року — міністр юстиції. З 19 лютого 1921 року по 14 квітня 1921 року — міністр внутрішніх справ в урядах Телекі та Бетлена. У 1927—1939 роках був членом парламенту від правлячої партії. Член верхньої палати парламенту з 1939 року. У 1940—1944 роках — титулярний публічний екстраординарний професор Будапештського університету. У 1942—1944 роках — Регентський комісаріат Підкарпатської території.
Його могила розташована на кладовищі Керепеші (25-1-1).

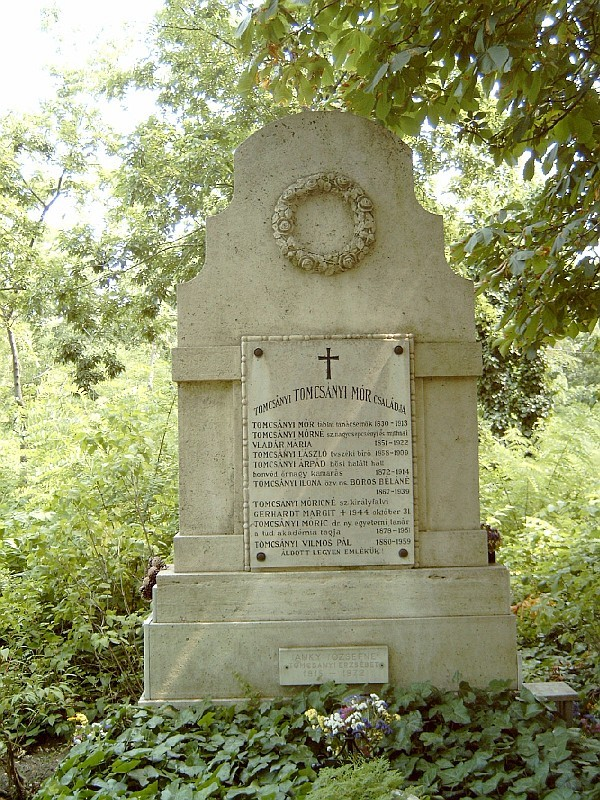
Могила адвоката Моріка Томчані, професора університету та його брата Пала Томчані, юриста, землевласника та міністра, у Будапешті. Керепеський цвинтар: 25-1-1.

## Його шлюб і діти
Він одружився з панною Ержебет Владар із Мутни та Надьсепчень (1891 — Будапешт, 9 травня 1961) шляхетського походження.

## Його роботи
- Про право недоторканності. Будапешт, 1903
- Бюджетне право парламентів. Політичне дослідження, 1908
- Відношення соціології до політичної науки, 1912[6]
- Листи доктора Вілмоша Пала Томчані додому з його навчальної поїздки, 1905

## Нагороди
- Угорський хрест заслуги першого ступеня
- Орден Залізної Корони III класу
- Почесний громадянин міста Вашарошнамень
- Почесний громадянин міста Тисашалки